# Windfahne (Heraldik)
Die Windfahne, auch Wetterfahne, ist in der neueren Heraldik eine Wappenfigur, die sehr unterschiedlich im Wappen Verwendung findet.
Die eine Darstellung ist oft an Türmen, Schiffsmasten, Kirchen und ähnlichen Bauwerken und wird als kleiner Wimpel in gleicher oder abweichender Tingierung verwendet. Die Windrichtung, rechtswehend oder als linkswehend, ist bei der Wappenbeschreibung zu erwähnen. Hier ist die Wetterfahne nur eine Nebenfigur. Ein heraldischer Fachausdruck ist: bewindfahnet
Eine andere Darstellung zeigt eine große Wetterfahne, die sich oft kunstvoll im Wappen befindet. Hier ist die Beschreibung so ausreichend zu formulieren, dass ein Heraldiker das Wappen fachsprachlich erklären kann.
Abweichend wird auch der Wetterhahn verwendet. Hier richtet sich die Wappenbeschreibung nach dem Wappentier Hahn. Es sind auch andere Wappentiere möglich, aber selten.
Auch sind menschliche Figuren nicht ungewöhnlich, aber die halten nur oft die Windfahne.

## Beispiele

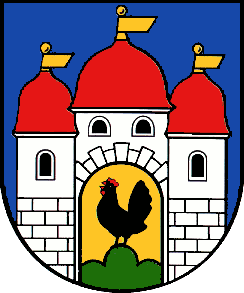
Windfahnen am Gebäude links wehend Schleusingen
In Blau eine silberne Windfahne Kirchheim bei München
Kirchturmspitze in verwechselten Farben: Kirchdorf in Tirol
Wetterhahn Uelitz, Gemeinde im Landkreis Ludwigslust-Parchim
Wetterhahn redet in Hahndorf, einem Stadtteil von Goslar
Wetterhahn in Albertslund Kommune
Meteorologieartige Darstellung (mit Windmesser)